# Ludwig Field
Le Ludwig Field, également connu sous le nom de Kehoe Track at Ludwig Field, est un stade omnisports américain, principalement utilisé pour le soccer et l'athlétisme, situé dans la ville de College Park, dans le Maryland.
Le stade, doté de 7 000 places et inauguré en 1995, appartient à l'Université du Maryland et sert d'enceinte à domicile pour l'équipe universitaire des Terrapins du Maryland (pour le soccer masculin et féminin ainsi que pour l'athlétisme).
Le stade porte le nom de Jim Kehoe (ancien entraîneur d'athlétisme du club) et de Bob et Louise Ludwig (supporters de longue date du club des Terrapins du Maryland).

## Histoire
Le Kehoe Track at Ludwig Field est inauguré le 16 septembre 1995 (le coût total de construction avoisinant les 2,5 millions $).
Un tableau d'affichage ultramoderne est ajouté à l'extrémité nord du stade en 2004.
En 2007, une salle de presse est installée derrière la tribune ouest et 1 500 sièges supplémentaires sont ajoutés pour augmenter la capacité de 4 500 à 6 000 places assises. En 2009, la capacité passe de 6 500 à 7 000 places.
Le Ludwig Field est l'une des installations de soccer universitaire les plus fréquentées du pays, enregistrant 3 des 10 plus grosses affluences à domicile lors d'un match de NCAA (NCAA). Le stade termine second en termes de fréquentation totale à domicile (43008) et quatrième du pays en termes de fréquentation moyenne à domicile (2688) en 2014.
Le record d'affluence au stade est de 8 397 spectateurs, lors d'une rencontre entre les Maryland Terrapins et Duke Blue Devils le 6 septembre 2013.